# Cassie Cage
Cassie Cage (tên đầy đủ: Cassandra Carlton Cage) là nữ nhân vật hư cấu trong sê-ri game bạo lực Mortal Kombat. Cô ra mắt lần đầu trong phần Mortal Kombat X (2015). Trong game, Cassie vốn là con gái của Johnny Cage và Sonya Blade. Vai của cô là một hạ sĩ cảnh sát thuộc Quân đoàn Hoa Kỳ, nơi mẹ cô - Sonya - cũng đang làm việc. Cassie là quân nhân tiên phong của thế hệ cảnh sát mới tại đây. Sứ mệnh của cô là bảo vệ Earthrealm, đẩy lùi ác nhân Shinnok. Tuy ra mắt muộn nhưng nhân vật Cassie nhận được nhiều đánh giá tích cực từ phía cộng đồng về tính cách, phong cách cũng như các đòn quyết định (fatality).